# Mesonauta guyanae
Mesonauta guyanae är en fiskart som beskrevs av Schindler, 1998. Mesonauta guyanae ingår i släktet Mesonauta och familjen Cichlidae. Inga underarter finns listade i Catalogue of Life.